# Первомайка (Карталинский район)
Первомайка — посёлок в Карталинском районе Челябинской области России. Поселок входит в состав Полтавского сельского поселения.

## География
Ближайший населённый пункт: посёлок Центральный. Расстояние до районного центра города Карталы 26 километров.

## История
Основан в 1930 году при 3-м отделении совхоза «Полтавский» (ныне АО «Скотовод»).

## Инфраструктура
- Клуб.

## Улицы
- Зелёная,
- Озерная,
- Центральная.

## Население
| 2002 | 2010 |
| ---- | ---- |
| 218  | ↘170 |